# Marie Tourell Søderberg
Marie Tourell Søderberg, född 26 juli 1988 i Nørrebro i Köpenhamn, är en dansk skådespelerska. 
Hon är bland annat känd för att spela rollen som Inge Juel i TV-serien 1864.

## Filmografi i urval
- 2003: Øje-blink
- 2004: Simon
- 2004: Försvarsadvokaterna (TV-serie)
- 2006: Klovn (TV-serie)
- 2013: Spies & Glistrup
- 2013: Without You
- 2014: Limbo (TV-serie)
- 2014: Itsi Bitsi
- 2014: 1864

## Teater

### Roller (ej komplett)
| År   | Roll  | Produktion                                              | Regi              | Teater            |
| ---- | ----- | ------------------------------------------------------- | ----------------- | ----------------- |
| 2016 | Dansk | Stockholms blodbad Lucas Svensson och Moqi Simon Trolin | Moqi Simon Trolin | Malmö Stadsteater |